# Literatura religiosa
Literatura religiosa, literatura espiritual o literatura sagrada es la literatura de tema religioso, o bien la parte del arte religioso que se expresa literariamente. Su opuesto es la literatura profana.
Atendiendo al género literario en que se da, puede dividirse en poesía religiosa, teatro religioso, novela religiosa y ensayo religioso (entendido como prosa de tema religioso y de "no ficción", que puede darse en forma de literatura devocional o en forma de los tratados dogmáticos y apologéticos surgidos de la teología y la moral religiosa o teología moral). Una parte muy importante de la literatura religiosa es la literatura ascética o mística (escuela ascética española, literatura sufí persa).
Atendiendo a la religión que la inspira, puede dividirse en literatura religiosa cristiana (cristianismo), literatura religiosa musulmana (islam), literatura religiosa judía (judaísmo -Cábala, literatura rabínica-), literatura religiosa hinduista (hinduismo -Vedas, Majabhárata, Ramaiana, Bhagavad Gita, Upanishads, sutra-), literatura religiosa budista (budismo -Tri-Pitaka, sutras-), literatura religiosa taoísta (taoísmo -Canon taoísta, Tao Te Kin-), literatura religiosa sijista (sijismo -Gurú Granth Sahib-) etc.
Parte de la literatura religiosa o sagrada toma, para los creyentes de determinadas religiones, una consideración superior: la de textos sagrados. En las religiones abrahámicas, monoteístas, se consideran de autoría divina o "palabra de Dios" (Torá, Biblia, Corán).
La literatura de las civilizaciones antiguas era predominantemente religiosa, tanto la literatura sumeria (Epopeya de Gilgamesh), como la literatura egipcia (Libro de los Muertos, Letanía de Ra) o la literatura griega inicial (poemas homéricos, Teogonía). La literatura clásica grecorromana se desarrolló en parte con bases religiosas (como el teatro griego), pero en su mayor parte se considera profana. Lo contrario ocurrió con la literatura medieval de la Europa cristiana, mayoritariamente religiosa, tanto en la literatura latina como en las nacientes literaturas en lengua vulgar. No obstante, tanto en los scriptoria de los monasterios medievales como en las universidades medievales se escribía tanto literatura sagrada como literatura profana. Gonzalo de Berceo denominó "mester de clerecía" a su oficio literario (que en su mayor parte era literatura religiosa), por oposición al "mester de juglaría" (los cantares de gesta o la poesía popular). En la literatura de la Edad Moderna y, sobre todo, en la literatura de la Edad Contemporánea es la literatura profana la que pasa a ser dominante. Es significativo de ello que, para indicar que un texto secular tiene carácter religioso se utilice la expresión "a lo divino".